# Баялич, Адам
Барон (с 1790) Адам Баялич фон Баяхаза (нем. Adam Bajalich von Bajahaza; 1734, Сегед — 5 июня 1800, Карловац) — австрийский военачальник, фельдмаршал-лейтенант (1797) и кавалер ордена Марии Терезии (1795), участник войн с пруссаками, турками и французами, командир бригады (затем — дивизии) в составе австрийской армии, сражавшейся против генерала Бонапарта во время Итальянской кампании 1796—1797 годов.

## Биография
Адам Баялич родился в 1734 году в венгерском городе Сегед в хорватской семье выходцев из Далмации. Поступил на службу в возрасте 16 лет в пехотный полк №2 (эрцгерцога Фердинанда), где служил с 1750 по 1754 год. Потом покинул службу и снова вернулся в 1758 году, на этот раз в пехотный полк Warasdiner Grenzer. Принял участие в Семилетней войне и был произведен в лейтенанты в 1760 году, затем стал капитаном во время Войны за баварское наследство и вскоре после этого майором. В 1783 году получил чин подполковника Szluiner Grenzregiment, затем сражался в Австро-турецкой войне 1788—1791 годов и получил чин полковника 28 февраля 1789 года. За выдающиеся заслуги в войне 10 сентября 1790 года был удостоен баронского титула.
Во время французских революционных войн служил в австрийской армии Верхнего Рейна под командованием генерала Дагоберта Зигмунда фон Вурмзера. Был произведен в генерал-майоры 29 декабря 1793 года и получил бригаду. Участвовал в сражении при Хандшусхайме 24 сентября 1795 года, во время которого разбил французскую дивизию, за что получил Рыцарский крест Военного ордена Марии-Терезии.
Весной 1796 года Баялич был переведен на итальянский театр военных действий. Он командовал бригадой во время первой попытки Вурмзера в начале августа снять осаду Мантуи. Его задачей было осадить крепость Пескьера, что он и делал с августа. По поручению главнокомандующего Баяалич отправил четыре батальона для поддержки отступления основных сил после поражения, нанесенного Бонапартом Вурмзеру в сражении при Кастильоне.
Во время четвертой попытки спасти гарнизон Мантуи в январе 1797 года Баялич командовал дивизией численностью 6200 человек, которая угрожала оккупированной французами Вероне. 12 января он атаковал французов перед Вероной и заставил их отступить. 28 февраля 1797 года получил чин фельдмаршал-лейтенанта. Весной этого года Баялич возглавил часть правого крыла австрийской армии, отступавшую из Удине в Филлах. Во время боёв между 21-23 марта французам удается отрезать отход австрийцам у Тарвизио. На следующий день, окруженный превосходящими силами дивизий Массены и Серюрье, Баялич капитулировал с 3500 человек и 25 орудиями.
Уволенный со службы в 1797 году, Адам Баялич фон Баяхаза скончался 5 июня 1800 году в Карловаце в Хорватии. У Баялича был сын Йозеф (родился 23 ноября 1754 г.), который также служил в австрийской армии.